# Cyrtodactylus paradoxus
Cyrtodactylus paradoxus là một loài thằn lằn trong họ Gekkonidae. Loài này được Darevsky & Szczerbak miêu tả khoa học đầu tiên năm 1997.